# Supercopa de Moldavia 2019
La Supercopa de Moldavia 2019 (en rumano: Supercupa Moldovei) fue la 11.ª edición del torneo. Se disputó a un único partido el 10 de marzo de 2019 en el Estadio Sheriff 2 en Tiraspol.
Esta edición de la Supercopa enfrentó el campeón de Liga de la temporada 2018, el Sheriff Tiraspol, y el Milsami Orhei, campeón de la Copa de Moldavia de la misma temporada.
El Milsami Orhei se impuso en los penales al Sheriff Tiraspol adjudicándose el título por segunda vez.

## Participantes
|  | Sheriff Tiraspol |  |  | Campeón de la Divizia Națională (2018)   |
|  | Milsami Orhei    |  |  | Campeón de la Copa de Moldavia (2017-18) |

## Partido
| 10 de marzo de 2019, 16:00 | Sheriff Tiraspol                              | 0:0 (4:5 p.)               | Milsami Orhei                                  | Estadio Sheriff 2, Tiraspol                               |                                                           |
|                            |                                               | Reporte                    |                                                | Asistencia: 4.000 espectadores Árbitro(s): Alexandru Tean | Asistencia: 4.000 espectadores Árbitro(s): Alexandru Tean |
|                            |                                               | Tiros desde el punto penal |                                                |                                                           |                                                           |
|                            | Oancea · Pedersen · Tambe · Anton · Cristiano |                            | Bolohan · Crăciun · Onica · G. Andronic · Mîțu |                                                           |                                                           |

### Campeón
| Campeón Supercopa de Moldavia 2020 |
| ---------------------------------- |
| Milsami Orhei 2° título            |